# Josué Setta
Josué Setta   é um político, engenheiro e professor. brasileiro.
Foi Secretário Executivo do Ministério da Ação Social no governo Collor, de 1990 a 1992, no fim da gestão Collor se tornou Ministro Interino da mesma pasta. Foi Assessor da Secretaria de Assuntos Estrategicos do Governo Itamar Franco;Professor da Escola Superior de Guerra; Recebeu Medalha da Ordem do Rio Branco; Medalha Cordeiro de Farias; Cidadão honorario de Resende Rj; Cidadão honoratio de S Sebastaião do Alto Rj; Cidadão honorario de Manhumirim MG Após isto, Josué fez Mestrado e Doutorado em Engenharia de Produção